# 무함마드 알리 알후티
무함마드 알리 알후티(아랍어: محمد علي الحوثي, 영어: Mohammed Ali al-Houthi, 1979년 ~ )는 예멘 무장 단체 후티의 간부이다.
후티 최고지도자 압둘말리크 알후티의 사촌으로 2015년 1월 후티 반란을 통해 수도 사나를 전복시키며 정권을 획득하였으며, 혁명위원회를 구성하여 위원장으로 있다.